# イヒニオ・ベレス
イヒニオ・ベレス・カリオン（Higinio Vélez Carrión、1947年 - 2021年5月12日）はキューバの野球指導者。元キューバ代表監督。元キューバ野球連盟会長。

## 経歴
サンティアーゴ・デ・クーバ出身。マニュエル・ファハルド国立体育大学卒業。
1999年から2001年まで3年連続してサンティアーゴ・デ・クーバを優勝に導く。
アテネオリンピックで2004年オリンピックタイトルを獲得。
WBCではキューバ代表を2回にわたって務める。2006年のWBC決勝後のインタビューでは、「まずは日本におめでとうと言いたい」とさわやかに勝者をたたえる会見を行い、話題となる。
ベレスはキューバで最も成功したコーチの1人であり、2007年から2014年にかけてキューバ野球連盟を率い、パンアメリカンスポーツ機構の副会長を含む国際的な責任を果たした。
2021年5月12日、新型コロナウイルス感染症（COVID-19）による合併症のため死去した。74歳没。ミゲル・ディアス＝カネル大統領も自身のツイッターで哀悼の意を表明した。